# 6,5 mm Creedmoor
Die Patrone 6,5 mm Creedmoor ist eine Zentralfeuerpatrone für Gewehre.
Sie wurde 2007 von Hornady für das sportliche Long Range Shooting auf Distanzen von über 1000 Yards auf den Markt gebracht. Die Patrone wird aber auch für jagdliche und militärische Zwecke verwendet.